# EO102
E0102, abreviação de 1E 0102.2-7219, é o remanescente de uma supernova que explodiu em uma galáxia vizinha à Via Láctea, conhecida como  Pequena Nuvem de Magalhães. A supernova surgiu quando uma estrela muito mais massiva que o Sol colapsou com sua própria gravidade. A explosão foi visível no Hemisfério Sul da Terra, há mais de 1000 anos. A aparência de E0102 é melhor explicada por um modelo no qual o material ejetado tem a forma cilíndrica, que é vista quase exatamente nesta extremidade. Este modelo sugere que a explosão que criou o remanescente de E0102 pode ter sido extremamente assimétrica, consistente com os chutes rápidos dados às estrelas de nêutrons após explosões de supernova. Outra possibilidade é que a estrela explodiu em um disco de material formado quando o material foi retirado do equador da gigante vermelha pré-supernova. Tais assimetrias foram observadas em ventos de estrelas gigantes vermelhas de menor massa, que formam nebulosas planetárias. O remanescente consiste em uma onda externa produzida pela supernova e um anel interno de material mais frio. Este anel interno, provavelmente, está expandindo o material ejetado da explosão, que está sendo aquecida por uma onda de choque, que se desloca de volta ao material ejetado. Em seu centro encontra-se uma estrela de nêutrons isolada, a prieira descoberta fora da Via Láctea.